# 茯苓酸
茯苓酸（英語：Pachymic acid）是一种天然的羊毛甾烷衍生甾体物质，提取自一种寄生真菌茯苓（Wolfiporia extensa）也是一种传统中医学药材。

## 效应
茯苓酸可以抑制EB病毒，并且可以抑制蛇毒中的磷脂酶A2，也有抗肿瘤和抗炎活性。